# Nuevo Partido Patriótico
El Nuevo Partido Patriótico (en inglés: New Patriotic Party) abreviado como NPP, es un partido político de Ghana de tendencia centroderechista y liberal conservadora. Desde la democratización del país en 1992, el NPP es uno de los dos principales partidos políticos del país, manteniendo un bipartidismo con el centroizquierdista Congreso Nacional Democrático.
Gobernó el país entre 2001 y 2009 durante la presidencia de John Kufuor, manteniendo una mayoría absoluta en el Parlamento. En 2009 el NPP fue derrotado por el NDC y debió abandonar el poder. En 2016, su candidato Nana Akufo-Addo obtuvo una amplia victoria sobre el candidato del NDC, el presidente en ejercicio John Dramani Mahama, siendo la primera vez que un Presidente ghanés no obtenía la reelección.

## Constitución del partido
El partido tiene una constitución registrada bajo la ley que rige su funcionamiento. Los estatutos del partido se registraron por primera vez ante la Comisión Electoral el 24 de junio de 1992. Fue modificado el 29 de agosto de 1998, el 22 de agosto de 2009 y el 17 de diciembre de 2017.

## Símbolos
Fundado el 28 de julio de 1992, la misión del partido es unir a los ciudadanos en la búsqueda de la libertad, la justicia y la protección de los derechos humano, a través de una verdadera democracia. El Nuevo Partido Patriótico (NPP) es un partido político de Ghana, que se alinea con las ideologías conservadoras liberales y de centroderecha. Su símbolo es un elefante africano y sus colores oficiales son el rojo, el blanco y el azul.

## Resultados electorales

### Elecciones presidenciales
|  | 30.29 % |

|  | 39.67 % |

|  | 48.17 % |

|  | 56.90 % |

|  | 52.45 % |

|  | 49.12 % |

|  | 49.77 % |

|  | 47.74 % |

|  | 53.85 % |

|  | 51.30 % |

### Elecciones parlamentarias
|  | 33.78 % |

|  | 44.98 % |

|  | 49.04 % |

|  | 46.94 % |

|  | 47.51 % |

|  | 52.50 % |

|  | 51.30 % |